# 시광정호
《시광정호》(时光正好)는 2024년 방송되었던 중국의 드라마이다.

## 줄거리
- 중년이 되어 모든게 자리를 잡아가고 있다고 생각했던 쉬멍안의 삶은 갑자기 통제불능 상태가 된다. 회사의 대규모 정리해고로 인해 그녀의 승진에 차질이 생기고, 남편 리린의 실직과 딸의 이른 연애 의혹과 그리고 예상치 못한 둘째 임신 등 모든 것은 그녀의 몸과 마음을 지치게 만든다. 현실이 주는 압박 속에서 새출발의 원동력을 얻고 자기 성장과 가족의 책임 사이에서 균형을 이루는 것은 그녀가 해결해야 할 시급한 문제다. 한편 전업주부인 그녀의 절친 천완전은 남편 위하이에게 무시당하고, 괴로워하던 그녀는 다시 직장에 복귀하기로 결심한다. 쉬멍안의 동생 쉬멍신은 임신 호르몬의 영향으로 고통을 받는다. 몸부림과 고통 속에서 자신들에게 닥친 문제를 유연하게 대처하며 극복해나가던 그녀들은 마침내 새로운 삶을 시작하고 제2의 성장을 이룬다.

## 등장 인물
- 친하이루 - 쉬멍안 역
- 보검봉 (Jeff) - 리린 역
- 쭤샤오칭 - 천완전 역
- 전위 (田雨) - 위하이 역
- 판즈린 - 쉬멍샤오 역
- 담개 (谭凯) - 주야오 역
- 두원 (杜源) - 쉬광화 역
- 손호 (孙浩) - 지아하오원 역
- 가소함 (贾笑涵) - 리윈지에 역
- 리이샤오 - 루이츄 역